# Liber lucis
Il libro della luce o Liber lucis è una delle maggiori opere alchemiche di Giovanni di Rupescissa. Scritto a metà del XIV secolo, si diffuse anche con il titolo Liber magisterii de confectione veri lapidis philosophorum.
Un manoscritto dell'opera si trova nell'archivio Ubaldini, all'origine dell'edizione italiana.
Il Liber lucis conterrebbe il procedimento che permette di trasmutare il piombo in oro. Oggi se ne conoscono circa 200 copie manoscritte, la più antica delle quali si trova presso l'archivio urbinate della famiglia Ubaldini.

## Edizioni
- Giovanni di Rupescissa. Il libro della luce. A. Aromatico e M. Peruzzi (a cura di), Venezia : Marsilio, 1998. ISBN 8831768859